# Enseada das Garças
Enseada das Garças é um bairro do distrito de Praia Grande, no município brasileiro de Fundão, estado do Espírito Santo. 
A Praia está inserida na Área de Proteção Ambiental Costa das Algas, por isso conta com uma preservação da área de restinga e uma biodiversidade bem conservada. O local ainda é destino de muitas tartarugas que chegam pelas calmas e mornas águas para desovar, tais como a tartaruga-verde e a tartaruga-de-couro, também protegidas.
Ao redor da enseada várias poças naturais são formadas entre as pedras, onde também pode ser observada a grande fauna marinha presente, tais como peixes, ouriços, polvos entre outros
O local não conta com a presença de quiosques, justamente pelas regras as quais está submetido, porém contem vários bares e restaurantes perto. É destino certeiro para pessoas que desejam descansar e curtir um ambiente super familiar.